# 布雷基倫灣
70°8′S 25°48′E / 70.133°S 25.800°E
布雷基倫灣是南極洲的海灣，位於毛德皇后地沿岸，處於坦蓋基倫灣西南面20公里，該海灣根據挪威探險隊拍攝的空中照片被繪入地圖。